# Farbwert
Der Farbwert ist der Absolutwert des Vektors zu einem Farbort.

## Erläuterung
Jedem Farbreiz, mithin jedem Reiz, der eine Farbwahrnehmung auslöst, kann eine dreidimensionale Farbvalenz zugeordnet werden. Diese Dreidimensionalität ist im Ersten Graßmannschen Gesetz begründet; dies besagt, dass Farbräume mit drei Koordinaten darstellbar sind, ausgenommen bei speziellen Erfordernissen. Es genügen also drei Werte, um eine Farbe in ihrer Wahrnehmung zu beschreiben.

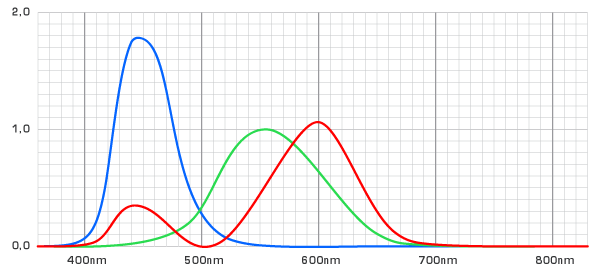
Spektrale Verteilung der Normfarbwerte (Tristimuluskurve)

Die drei Koordinaten eines solchen Messraumes lassen sich durch drei Eichvalenzen (geeignete Basiswerte) bestimmen; diese können wiederum durch drei geeignete Lichtstrahler in Grundfarben umgesetzt werden. Durch additive Farbmischung dieser drei (zunächst theoretisch festgelegten) Eichvalenzen können alle Farben erzeugt werden.
Solche additive Farbmischung folgt den Regeln der Vektoraddition, weswegen Schrödinger die vektorielle Darstellung in die Farbmessung einführte. Die Farbvektoren sind im Koordinatensystem Zeiger mit einer definierten Richtung und einem bestimmten Wert. Im Normvalenzsystem sind die Grundrichtungen die Vektoren der Eichvalenzen X, Y, Z. Diese werden auch als Tristimuluswerte bezeichnet und sind so gewählt, dass nur positive Farbwerte auftreten.
In solch einem Farbsystem liegt der Schwarzpunkt notwendigerweise am Koordinatenursprung {0,0,0}, also weder Rot noch Grün noch Blau. Die Farbvalenz bestimmt den Ortsvektor (also die Verbindungslinie in einem dreidimensionalen Raum) von diesem Schwarzpunkt zum Farbort. Die Richtung dieses Ortsvektors ist die Farbart, und die Länge dieses Vektors ist der Farbwert.

## Normfarbwerte
Die Normfarbwerte X, Y, Z sind im Normfarbsystem international als grundlegende Eichvalenzen vereinbart.
Y ist zusätzlich so definiert, dass es gleichzeitig ein Maß für die Helligkeit der Farbe ist. Für Körperfarben sollte dieser Wert besser als Hellbezugswert A = Y bezeichnet werden, da sich hierbei die relative Helligkeit auswirkt.
Bei Lichtquellen werden die Normfarbwerte aus den Normspektralwertfunktionen und den spektralen Eigenschaften der Lampen ermittelt. Für Normlichtarten sind die Normspektralwerte in Tabellen erfasst. 

## Normfarbwertanteile
Normfarbwertanteile x, y, z sind auf die Summe X+Y+Z bezogene, normierte Größen der Normfarbwerte zur Darstellung des Farbortes in der Normfarbtafel:
{\displaystyle x={\frac {X}{X+Y+Z}}}
{\displaystyle y={\frac {Y}{X+Y+Z}}}
{\displaystyle z={\frac {Z}{X+Y+Z}}}
{\displaystyle \Rightarrow x+y+z=1}
Es genügt also, x und y anzugeben, da sich z rechnerisch ergibt. Mit diesen beiden Werten (als Teil der Farbvalenz) wird die Farbart festgelegt.